# Pterolophia penicillata
Pterolophia penicillata är en skalbaggsart som först beskrevs av Francis Polkinghorne Pascoe 1862.  Pterolophia penicillata ingår i släktet Pterolophia och familjen långhorningar. Inga underarter finns listade i Catalogue of Life.